# 布朗菲爾德 (伊利諾伊州)
布朗菲爾德（英語：Brownfield）是位於美國伊利諾伊州波普縣的一個非建制地區。該地的面積和人口皆未知。

## 地理
布朗菲爾德的座標為37°20′44″N 88°36′25″W / 37.34556°N 88.60694°W，而該地的平均海拔高度為106米（即348英尺）。